# Estatua de Fernando Valdés Salas
La estatua de Fernando de Valdés y Salas, ubicada en el claustro de la Universidad de Oviedo, que él mismo fundó, en la calle San Francisco, de la ciudad de Oviedo, Principado de Asturias, España, es una de las más de un centenar de esculturas urbanas que adornan las calles de la mencionada ciudad española.
El paisaje urbano de esta ciudad se ve adornado por obras escultóricas, generalmente monumentos conmemorativos dedicados a personajes de especial relevancia en un primer momento, y más puramente artísticas desde finales del siglo XX.
La escultura, hecha en metal, es obra de Cipriano Folgueras Doiztúa, y está datada el 21 de septiembre de 1908.